# Болгарка (Актюбинская область)
Болгарка (каз. Болгарка) — село в Алгинском районе Актюбинской области Казахстана. Входит в состав Сарыхобдинского сельского округа. Код КАТО — 153248300.

## История
Село основано в 1908 году бессарабскими болгарами. В первые годы поселения была основана школа, в начале в качестве церкви. В 2008 году селе открыли начальную болгарскую школу.

## Население
| Численность населения | Численность населения | Численность населения | Численность населения |
| 1989                  | 1999                  | 2009                  | 2021                  |
| --------------------- | --------------------- | --------------------- | --------------------- |
| 1368                  | ↘922                  | ↘480                  | ↘395                  |

В 1989 году население села составляло 1368 человек. Национальный состав: казахи — 59 %, болгары — 23 %. В 1999 году население села составляло 922 человека (470 мужчин и 452 женщины). По данным переписи 2009 года, в селе проживало 480 человек (237 мужчин и 243 женщины). По данным переписи 2021 года, в селе проживало 395 человек (205 мужчин и 190 женщин).